# Baibars
Baibars I (en turco, Baybars; en árabe, al-Malik al-Zahir Rukn al-Din Baibars al-Bunduqdari; 1223-1 de julio de 1277) fue un sultán mameluco de Egipto y Siria. De origen kipchak, fue hecho esclavo en Crimea, donde se había refugiado su tribu, en la década de 1240]. Participó en la victoria de Ain Jalut sobre los mongoles, pero al no obtener la recompensa esperada participó en el asesinato del sultán Qutuz en 1260. Resultó ser el mayor azote de los cruzados desde los tiempos de Saladino y selló su eliminación del Levante.
Se dice que fue capturado por los mongoles y vendido en Aleppo como esclavo, terminando finalmente en Siria.
Su primer amo, el emir (príncipe) de Hama, sospechaba de Baibars por su aspecto inusual (era enormemente alto, con un brillante pelo dorado y una mancha blanca en uno de sus ojos azules). Por ello, Baibars fue vendido rápidamente a un oficial mameluco y enviado a Egipto, donde se convirtió en uno de los guardaespaldas del dirigente ayubí al-Salih Ayyub.
Baibars nunca olvidó que había sido vendido barato porque estaba ciego de un ojo. Así, cuando gobernó Egipto las personas que querían conservar el pellejo no mencionaban su ojo ciego en público. Baibars también fue conocido por sus ocasionales salidas de incógnito por la ciudad de El Cairo para conocer la opinión de sus súbditos acerca de los noticias del momento. Era una decisión fatal para cualquiera reconocerlo en una de estas excursiones, pese a que su ceguera y especialmente su tamaño le hacían bastante fácil de reconocer. Esta costumbre suya le ayudó mucho a saber las opiniones de la gente común.

## Esclavo y mameluco bahri
Nació en 1223. De origen kipchak, fue hecho esclavo en Crimea, donde se había refugiado, en la década de 1240. Su tribu, la de los kipchak barali, se había refugiado en 1242-1243 en la península, escapando así de la presión de los mongoles. En vez de recibir amparo, la tribu fue atacada y algunos de sus niños capturados para ser vendidos como esclavos. Tal fue el caso de Baibars. Con unos catorce años, se lo vendió en Alepo. Su primer amo fue el señor ayubí de Hama, que se deshizo de él, bien por su inquietante mirada debida a su defecto ocular, bien por su voz grave y ronca, que le resultaba desagradable. Más tarde lo adquirió Ala al-Din Aydakin al-Bunduqdar a bajo precio —ochocientos dirhems— por la catarata que tenía en un ojo, que lo devaluaba como esclavo. Con la caída en desgracia y aprisionamiento de su señor esa misma década, pasó, junto con el resto de sus esclavos, a posesión del sultán al-Salih Ayyub. Ingresó entonces en el grupo de mamelucos bahríes.
Desde joven había mostrado gran inteligencia, y su victoria sobre los francos en 1244 aumentó su prestigio: se le consideraba el mejor de los mamelucos del sultán. Tras la muerte de al-Salih, Baibars desempeñó un papel destacado en el asesinato de su hijo y sucesor, Turan Shah.

## Exilio en Siria
Pasó a Siria en 1254, después de que el sultán Aibek asesinase en la ciudadela de El Cairo a su jefe, el de los mamelucos bahríes, Faris al-Din Aqtay al-Jamdar, que suponía una amenaza para el soberano. Primero entró a servir al sultán ayubí de Damasco an-Nasir Yusuf, luego abandonó a este y marchó a Kerak, en la Transjordania, donde sirvió a su señor, el también ayubí al-Mughith. Este cambio se debió a la desilusión de Baibars y de los mamelucos bahríes que le habían seguido al exilio por la negativa de an-Nasir de intentar invadir de nuevo Egipto tras el fracaso de la primera tentativa del invierno de 1250-1251. Animado por Baibars, al-Mughith emprendió dos campañas contra Egipto, en 1257 y 1258, que también fracasaron. Más tarde Baibars volvió al servicio de an-Nasir. En 1258, participó en una fallida conjura contra este.
Desilusionado por la pasividad de an-Nasir ante la invasión mongola, que posibilitó que las fuerzas de Hulagu conquistasen y arrasasen Alepo en enero de 1260, lo abandonó y marchó a Gaza. Allí, tras casarse con una kurda de la tribu de los shahrazuri para cimentar la alianza con esta, que acompañaba a su grupo de mamelucos bahríes, pactó con Qutuz, sultán de Egipto y asesino de Aqtay, una amnistía que le permitió unirse a su ejército. Por entonces, Qutuz reunía en torno a sí a todos aquellos dispuestos a plantar cara a los invasores mongoles, y aprestaba sus fuerzas para combatirlos en Siria.

## Efímera reconciliación con Qutuz y campaña de Ain Yalut
Mandó la vanguardia del gran ejército egipcio reunido por el sultán Qutuz para combatir a los mongoles que habían invadido Siria en el año 1259. Fue la parte del ejército encargada de atraer a las fuerzas enemigas a la celada que el sultán había preparado en las «pozas de Goliat», donde las hordas mongolas acaudilladas por el general Kitbuqa fueron derrotadas en la batalla de Ain Jalut del 3 de septiembre de 1260. Baibars mandó también las tropas que acabaron con la última resistencia enemiga en Beit She'an, donde habían tratado de reagruparse. Más tarde, quedó a cargo de perseguir a los restos de las huestes mongolas y expulsarlas de la región. Luego solicitó en vano a Qutuz que le entregase el gobierno de Alepo o de Palestina. La negativa del sultán hizo que Baibars se contase entre los descontentos que lo asesinaron el 23 de octubre cerca de Gaza, cuando el ejército se hallaba ya a las puertas de Egipto de regreso de la victoriosa campaña. Parece que los motivos del asesinato fueron tanto el descontento por el reparto de recompensas tras la victoria como el derrocamiento del sultán al-Mansur Nur al-Din Ali, hijo de Aibek, que algunos de los mamelucos de este no le habían perdonado a Qutuz.
Tras la muerte de este, los principales jefes militares, entre los que los conjurados contra el difunto sultán eran una minoría, se reunieron para decidir quién se haría con el trono de Egipto. La discusión fue tensa y, aunque la mayoría se inclinó por otro de los principales comandantes, los más importantes lo hicieron por Baibars. La opinión decisiva fue la del antiguo atabeg de los sultanes Ali y Qutuz. Incluso entonces Baibars no obtuvo un respaldo incondicional de los presentes: estos exigieron que el nuevo sultán prometiese promover sus intereses antes de jurarle fidelidad. Tras enviar un destacamento a El Cairo para que asegurase la ciudadela, Baibars entró en la capital egipcia en noviembre.

## Sultán

Conquistas y campañas de Baibars como sultán de Egipto (1261-1277). Las aspas con fecha indican plazas conquistadas y la fecha correspondiente. Con estrellas azules, las poblaciones saqueadas o conquistadas temporalmente.
Sultanato mameluco
Territorios cruzados (reino de Jerusalén, condado de Trípoli y reino de Chipre).

### Distribución de cargos y afianzamiento del poder
La primera tarea de Baibars en Egipto fue repartir los principales cargos administrativos y militares para ganarse el favor de los personajes más poderosos del sultanato. Mantuvo al provecto atabeg de sus predecesores, Fais al-Din Aqtay al-Mustaʿribi, mameluco salihí —manumitido durante el reinado del ayubí al-Salih Ayyub—, en su puesto, aunque durante el reinado actuó menos como jefe del ejército que como mediador e intercesor ante el sultán. Otro destacado salihí, Jamal al-Din Aqush al-Najibi, recibió el cargo de ustadar —jefe de la casa real del sultán—, encargado principalmente de la recaudación de ciertos impuestos y de su gestión. ʿIzz al-Din Aybak al-Afram, también salihí, obtuvo el cargo de amir jandar —teóricamente jefe de la guardia pretoriana del sultán pero, en la práctica, responsable de las obras públicas y de ingeniería, tanto civiles como militares—. A otros sobresalientes emires salihíes no se les dieron cargos oficiales, pero demostraron su poder participando en los consejos celebrados con el sultán para ajustar cuestiones políticas o encabezando operaciones militares. El sultanato quedó dominado de esta manera por un conjunto de antiguos mamelucos de al-Salih, en torno a veinticuatro, los llamados «emires de centuria», porque debían mantener a su costa cien mamelucos. Algunos de los cargos más distinguidos, sin embargo, quedaron en manos de mamelucos del propio Baibars —llamados zahiríes por el nombre del sultán, al-Zahir—, como el de naʿib (virrey, encargado junto con el visir de la supervisión de la Administración Pública y la recaudación de impuestos) y dawadar (supervisor militar de los escribas de la cancillería de palacio y responsable de la gestión del servicio de correo, supervisión de documentos, asuntos exteriores y espionaje). Poco a poco, con paciencia y astucia, Baibars fue sustituyendo a los poderosos salihíes por sus propios seguidores zahiríes.
De entre los cargos estrictamente civiles, de menor importancia en el periodo mameluco que los militares pero incluso así relevantes, Baibars decidió mantener al visir árabe de Qutuz, Ibn Zubayr. A diferencia de los anteriores periodos fatimí y ayubí, los visires del mameluco tenían menos poder: de supervisar casi toda la Administración Pública pasaron a quedar limitados paulatinamente a asuntos fiscales, en los que abundaban los funcionarios coptos. El otro cargo principal de entre los civiles, el de escriba mayor, quedó en manos de una erudita familia musulmana, la de los Banu ʿAbd al-Zahir. El nuevo sultán tuvo asimismo que mantener a numerosos cargos nombrados por Qutuz dada la falta de simpatías de la población cairota, que lo recordaba como uno de los cabecillas de los mamelucos bahríes que habían aterrorizado la ciudad a comienzos de la década de 1250. A diferencia de Qutuz, soberano que gozó del favor del pueblo, Baibars tardó varios meses en atreverse a desfilar por la ciudad, a pesar de haber abolido algunos de los impuestos extraordinarios implantados por Qutuz para sufragar la campaña contra los mongoles.
Entre las diversas medidas para legitimar su título, Baibars reconstituyó el califato y se presentó como el heredero natural de al-Salih. Los emires —jefes militares de distinta graduación— juraban su cargo ante la tumba del sultán ayubí. Otro aspecto crucial en la legitimación de Baibars fue el mantenimiento de la yihad contra los distintos grupos no musulmanes (mongoles, cruzados, armenios y nubios), cuyos territorios lindaban con los del sultanato.
Pese a todos los intentos por reforzar su posición, tuvo que enfrentarse a continuas conjuras en su contra. Ya en 1261 eliminó a ciertos emires muizzíes —mamelucos de Aibek— que antes habían conspirado con él contra Qutuz. En 1263 se deshizo del que había sido su principal rival en la elección de sultán tras el asesinato de Qutuz. En 1270-1271, realizó una purga de las filas de los salihíes, si bien respetó a los más poderosos de sus jefes. Además de las maquinaciones de mamelucos, también tuvo que lidiar con diversas rebeliones. En 1260 aplastó una de esclavos negros, dirigidos por un asceta chiita, que estalló en la capital. En el Alto Egipto, tuvo que castigar a las tribus beduinas, en perpetua rebelión desde la muerte de al-Salih en 1249 y que controlaban las zonas rurales.

### Medidas religiosas
Para obtener la legitimación del califa y dado que el último (al-Musta'sim) había muerto en la conquista mongola de Bagdad, Baibars otorgó el cargo a un refugiado que, durante el reinado de Qutuz, había llegado desde Irak con los beduinos, se había presentado en Damasco y había afirmado ser tío del difunto califa abasí. En 1261, Baibars organizó una serie de complicadas ceremonias para nombrarlo califa y hacer que luego este lo invistiese con el título de sultán. Como persistían las dudas sobre el origen del califa al-Mustansir II y este se mostraa demasiado independiente de los deseos del sultán, este lo envió al frente de una débil expedición a recobrar Bagdad; un ejército mongol la aplastó en noviembre o diciembre de 1261. Muerto el califa y la mayor parte de sus tropas, Baibars presentó a un nuevo candidato, al-Hakim I, que aseguró haber escapado también de la matanza de 1258 y que asumió el título califal en 1262. Cuando el nuevo califa mostró inclinaciones a intrigar, Baibars lo destinó a las afueras de la capital, donde tanto él como sus sucesores quedaron sometidos a una especie de arresto domiciliario y privados de toda influencia política en el sultanato. Simplemente, se los empleaba en ceremonias públicas y como fuente de prestigio para el Estado ante otros territorios suníes.
En 1265, nombró cadíes de las cuatro principales escuelas de derecho islámico. Hasta entonces había existido uno de la shafi'i, pero Baibars, tanto para debilitar su poder como para reforzar a la escuela hanafí a la que pertenecían la mayoría de los mamelucos y de los turcos, instauró los demás cargos.
El concepto de yihad se extendió para incluir el combate de lo que se consideraban vicios: la prostitución, el consumo de hachís o de cerveza, el atuendo inmoral o el lujoso, entre otros. Al combate militar contra los infieles se unieron numerosos voluntarios, aunque tanto por motivos religiosos como económicos, pues se los recompensaba con los botines obtenidos en las victorias.

### Conquista de Siria
Aunque el asesinato de Qutuz le granjeó casi inmediatamente el trono egipcio, Baibars perdió igual de velozmente el control de Siria, donde no se aceptó la muerte del vencedor de Ain Yalut. Damasco hubo de ser sojuzgada en 1261. El mameluco fiel a Qutuz, que se había apoderado de ella con el beneplácito de los notables de la ciudad, fue vencido por las fuerzas egipcias el 17 de enero de 1261. Su gobierno quedó a cargo de un virrey y de un gobernador; el propósito de este último, que controlaba la ciudadela y la guarnición de la ciudad, era limitar el poder del primero y asegurar que se mantuviera fiel al sultán. El mismo sistema se empleó en el resto de Siria y Palestina, donde se fueron creando progresivamente distintos virreinatos, dependientes todos ellos directamente del gobierno del sultán en Egipto. Los hubo en Alepo, Homs, Hama, Gaza, Safed y Trípoli.
La conquista de Damasco conllevó el dominio de Palestina y del sur de Siria. El ayubí al-Mughith, señor de Kerak, mantuvo su resistencia a Baibars hasta que fue apresado a traición —se le había concedido un salvoconducto para parlamentar— en 1263, enviado a prisión y estrangulado. Cuando, después de talar las cercanías de Acre, Baibars se presentó ante Kerak, el hijo de al-Mughith le entregó la fortaleza, que nunca había sido expugnada. El sultán permitió que el señor ayubí de Homs conservase sus tierras a pesar de haber combatido en el bando mongol en la campaña de 1260; las recibió cuando aquel falleció en 1262. En otoño de mismo año, los egipcios conquistaron Alepo, que gobernaba un mameluco de an-Nasir. En 1272, Baibrs se apoderó de Saone.
Por el contrario, respetó al señor ayubí de Hama, que había combatido junto a él contra los mongoles en 1260. Esta ciudad solo pasó a manos de los mamelucos en 1341. La ciudad quedó como una especie de protectorado mameluco, como lo era también Homs. Para controlar el desierto, Baibars reunió a los emires beduinos y les hizo responsables de sus territorios, además de nombrar a uno de ellos como autoridad principal sobre los demás. A este le entregó además el gobierno de Salamíe.
Baibars no sostuvo ningún choque destacable con los mongoles tras hacerse sultán. Las fuerzas que vencieron al ejército invasor en la batalla de Homs del 10 de diciembre de 1260 pertenecían al señor de Alepo y a los príncipes ayubíes de Homs y Hama. A partir de entonces, durante el reinado de Baibars no hubo más que escaramuzas fronterizas. El sultán estableció una línea defensiva bastante débil a lo largo del Éufrates, que gozaba de contacto directo con Egipto mediante el correo estatal. Pese a la gravedad de la amenaza mongola que daba lugar a constantes rumores de invasión inminente, el grueso del ejército permaneció siempre en Egipto y no en Siria. Los continuos combates, no obstante, despoblaron el norte de la región, que sufrió tanto las correrías de las bandas turcomanas y mongolas como las medidas defensivas de la población sedentaria. La dependencia militar siria de las fuerzas egipcias frente a la constante amenaza mongola garantizó la unión de la zona al sultanato.

### Lucha contra los Estados cruzados y las minorías musulmanas

Enfrentamientos durante la novena cruzada.

El mismo peligro mongol que mantenía a Siria unida a Egipto, impelió a Baibars a eliminar los restos de Estados cruzados. Estos amenazaban la principal vía de comunicación entre Egipto y Siria, que seguía la ruta marcada por Gaza, Ramala, Yenín, Ain Yalut y Beit She'an. Los cruzados dominaban además gran parte de las tierras más fértiles de la región, concentradas junto a las costas que señoreaban. La neutralidad y ayuda prestada por los francos del sur a los mamelucos durante la campaña de Ain Yalut de 1260 no les granjeó la benevolencia de Baibars: no solo no devolvió una localidad de Galilea que Aibek había prometido entregarles, sino que tampoco liberó a los prisioneros francos, como esperaban los emisarios jerosolimitanos que acudieron a solicitarlo; en vez de esto, los mandó a campos de trabajo.
En la década de 1260, la actividad militar de Baibars en el Levante fue continua, con campañas casi todos los años. Dada la ignorancia en poliorcética de los mamelucos, Baibars allanó estas conquistas mediante el cerco económico a sus objetivos militares, para debilitarlos antes de asaltarlos. La destrucción de cultivos y de pastos minaba la posición del enemigo, al que obligó en numerosos pactos a realizar concesiones territoriales y económicas.  Las principales campañas fueron las siguientes:
- 1262: durante el verano saqueó el puerto de San Simeón.[33] Envió un ejército para apoderarse de Antioquía, que en 1260 se había coligado con los mongoles.[52][35] La expedición resultó un fracaso total —salvo por la obtención de botín, la petición franca de una tregua y la toma de Sidón—,[53] pues el rey de Cilicia, Haitón, acudió a socorrerla al frente de una hueste armenio-mongola.[52][54][55][33]

- 1263: destruyó el castillo que los caballeros hospitalarios estaban erigiendo en el monte Tabor.[50] Ese mismo año, taló las proximidades de varias ciudades francas, entre ellas la propia Acre, capital del reino de Jerusalén.[50][56] Antes había acordado firmar una tregua e intercambiar prisioneros con los francos, pero las órdenes militares, que no deseaban desprenderse de sus artesanos musulmanes cautivos, la desbarataron, desencadenando la correría de castigo del sultán.[56]

- 1264: en respuesta a la toma de Lizon por las órdenes militares y las incursiones por las cercanías de Ascalón y Beit She'an, las fuerzas del sultán corrieron los territorios al sur del monte Carmelo.[56]

- 1265: a finales de febrero, conquistó Cesarea, que arrasó; en marzo, Haifa, también devastada;[57] y, a finales de abril, Arsuf.[58][50][57] La guarnición de esta última, formada por hospitalarios que se batieron con denuedo, había recibido la promesa del sultán de quedar libre, pero fue enviada al cautiverio.[57] En marzo Baibars trató de tomar también la fortaleza hospitalaria de Atlit, pero abandonó el cerco el 21 del mes, tras quemar el pueblo anexo al castillo.[57]

- 1266: tras desechar la idea de atacar Acre, bien defendido, y amagar con atacar Monfort, tomó Safed, uno de los principales castillos templarios, rendido tras largo asedio y mediante una treta;[55][59][50] Desde este castillo, reconstruido por completo veinticinco años antes y bien defendido, la orden había dominado las colinas de Galilea.[59] Los supervivientes de la guarnición, que la habían rendido creyendo que podrían marchar en paz, fueron decapitados.[59] Señor ya de Galilea gracias a esta conquista, marchó a apoderarse de Torón, que tomó sin problemas.[59] La cabalgada de represalia emprendida por los francos en octubre, cuando el ejército del sultán ya se había retirado, resultó un fracaso y acabó con abundantes pérdidas tras caer en una celada en Galilea.[59] Antioquía se salvó por el gran botín obtenido por el ejército mameluco que corrió Cilicia y el oportuno soborno de su señor a los generales mamelucos enviados a conquistarla en el otoño.[60]

- 1267: en mayo volvió a talar la comarca de Acre, aunque no logró tomar la ciudad.[61] Los francos solicitaron una tregua, que el sultán les concedió en Safed, donde recibió a sus emisarios en el castillo, rodeado de calaveras de cristianos asesinados.[61]

- 1268: para entonces las únicas posesiones francas al sur de la capital jerosolimitana eran Atlit y Jafa.[61] Muerto el prestigioso Juan de Jaffa, los egipcios no respetaron a su hijo, que no había fortificado adecuadamente la plaza.[61] El 7 de marzo, tras varias horas de combate, la conquistaron.[61][55] La madera y los mármoles del castillo se enviaron a El Cairo para que se empleasen en la nueva mezquita del sultán.{harvnp|Runciman|1994|p=270}} El 15 de abril, tras diez días de bombardeo, los templarios rindieron Beaufort.[40][50][61] Los hombres del castillo pasaron al cautiverio.[61] El 1 de mayo Baibars se presentó ante Trípoli, bien defendida, que no atacó; tras conceder una tregua a los templarios de Tortosa y Safita, viró hacia Antioquía, ante la que llegó el 14 del mes.[62] Envió una columna a tomar San Simeón y otra a bloquear las Puertas Sirias para evitar que la ciudad recibiese refuerzos.[52] La exigua guarnición se defendió con denuedo, pero no pudo impedir que se abriese una brecha en la muralla el día 18 y la ciudad cayese.[62][54][55][52] El sultán obtuvo un enorme botín en ella,[62] que benefició tanto al soberano como a sus tropas.[52][63] La ciudad, que apenas resistió cuatro días, quedó arrasada y su población fue vendida como esclava.[54][63][62] La conquista de la ciudad la llevó a la decadencia, de la que nunca se recuperó: el comercio desde Oriente se desvió más al norte, hacia el puerto de Ayas, y los jefes de los cristianos ortodoxos y jacobitas marcharon a Damasco.[64] Los templarios abandonaron sus fortalezas de Baghras y La Roche de Russole, que ya no podían defender.[64] El principado, el primero de los Estados cruzados, fundado hacía ciento setenta y un años, quedó reducido a Latakia y Qusair —el señor de este último como vasallo del sultán hasta su conquista siete años más tarde—.[64] Ese mismo año, Baibars visitó Homs y Hama.[65] Impuso una tregua al príncipe de Antioquía, reducido ya a conde de Trípoli tras la pérdida de aquella, que también incluía al reducido reino de Jerusalén.[66][67] El mismo año firmó una tregua con Haitón de Cilicia, quien le entregó un importante cautivo —que había recibido de los mongoles— y varias plazas fuertes (las de los montes Amanus, además de Darbsaq, Behesni y Raban) a cambio de la liberación de su hijo y heredero, León III.[68]

- 1269: apenas se libraron una serie de escaramuzas baladíes, y la tregua del año anterior se respetó esencialmente.[69] En diciembre, tras la llegada de dos hijos bastardos del rey de Aragón Jaime I, Baibars rompió la tregua y cercó Acre.[70] Logró que el contingente francés que la protegía y que regresaba de una correría por Monfort, cayese en una emboscada, donde fue casi exterminado.[70] Los cruzados aragoneses regresaron pronto a su reino sin haber conseguido triunfo alguno contra el sultán.[70] Este año éste marchó de peregrinación a La Meca, después de una frenética actividad —típica del reinado— que lo llevó a inspeccionar Palestina, volver a El Cairo también para una inspección sorpresa de la administración y luego regresar al norte para amenazar Tiro y obligar a su señora a firmar un acuerdo ese mismo año.[71] El viaje, además de motivos religiosos, tenía otros políticos: Baibars obtuvo el sometimiento del jerife y con él, el del Hiyaz.[51]

- En 1270, se aprestó a marchar a Túnez para enfrentarse a los soldados de la octava cruzada, pero la rápida derrota del ejército de Luis IX de Francia lo hizo innecesario.[72][73] Ese mismo año encargó a los asesinos sirios que mataran al principal noble del Levante cruzado, Felipe de Montfort.[74]

- 1271: en febrero, tomó la fortaleza templaria de Safita, que resistió encarnizada pero brevemente.[73] El 8 de abril, tras diversas operaciones de acoso y varias semanas de asalto, conquistó el Crac de los caballeros, fortaleza de los hospitalarios que le otorgó el control de la comarca de Trípoli.[52][75][41][73] El 1 de mayo, tomó también la cercana fortaleza de Akkar, al suroeste.[73] Fracasó, empero, en hacer asesinar al señor de Maraclea, de cuya plaza deseaba también apoderarse.[76][77] Cuando el príncipe Eduardo de Inglaterra llegó a Acre, Baibars, que hostigaba Trípoli, se apresuró a firmar una tregua de diez años con esta, para prepararse a enfrentarse al inglés.[41][78] Este recibió diez mil hombres de Abaqa Kan como refuerzo; este ejército marchó contra Alepo en octubre, pero tuvo que retirarse cuando el Ilkanato fue atacado por el kanato de Chagatai.[41] El avance del ejército del sultán hacia el norte en noviembre desencadenó la retirada mongola allende el Éufrates.[79] Camino del sur, Baibars paró para ocupar Monfort, que había resistido un cerco en 1266 y que se rindió tras una semana de asedio el 12 de junio.[50][78] Por las mismas fechas, envió una escuadra contra Chipre para impedir que este colaborase con el príncipe Eduardo de Inglaterra, que había acudido a Acre.[52] Una tormenta destruyó la flota.[52] Siete de los once barcos embarrancaron y cayeron en manos de los chipriotas.[78]

- 1272: en mayo firmó una tregua de diez años y diez meses con el rey de Chipre que garantizaba la seguridad del menguado reino de Jerusalén, limitado ya a la costa entre Acre y Sidón.[41][79]

- 1273: el testamento del esposo de la señora de Beirut, un inglés que había acompañado al príncipe Eduardo, le otorgó la custodia de la plaza, el feudo más importante que aún quedaba en el reino de Jerusalén.[80] Se instaló en ella una guardia mameluca, si bien la posesión de la ciudad quedó en manos de la familiar Ibelín.[81]

Entre 1265 y 1271, los ejércitos mamelucos se adueñaron de diversos castillos de los asesinos, quienes pasaron de pagar tributo a los hospitalarios a someterse al sultán. Las huestes de Baibars no solo ejercían la lucha político-religiosa de la yihad contra los cruzados cristianos, sino también contra las poblaciones musulmanas no suníes, nizaríes, chiitas y drusos de la zona. Los nizaríes abundaban en las montañas del Jabal al-Ansariyya, donde tenían sus fortalezas los asesinos, y en las colinas de Galilea; los drusos, en la parte sur del Jabal al-Ansariyya.

### Luchas contra Cilicia, los mongoles y en otros territorios
El 1266, aprovechando los problemas del Ilkanato, impotente temporalmente por la muerte de Hulagu y los ataques de Berke Kan, otro ejército mameluco amenazó Trípoli, conquistó Arqa y marchó a arrasar el reino armenio de Cilicia. Los armenios y los templarios de Baghras, superados en número por el enemigo, fueron vencidos el 24 de agosto cuando trataban de frenarlo. Ya sin obstáculos, las columnas de Baibars, mandadas por el señor ayubí de Hama y su emir Qalawun, saquearon Ayas, Adana, Tarso y la capital armenia, Sis, cuya catedral quemaron antes de llevarse miles de cautivos. La campaña acabó a finales de septiembre, cuando este ejército volvió a Alepo con gran botín y unos cuarenta mil cautivos. La invasión sumió al reino en la decadencia. Para cuando Haitón, que había marchado a Tabriz a recabar la ayuda mongola para el esperado embate de Baibars, retornó a su reino, lo encontró arrasado; uno de sus hijos había muerto y el otro se hallaba cautivo de los mamelucos.
También en 1272, el gobernador de Asuán llevó a cabo una expedición a Nubia, mientras que otra alcanzó Barca, en la Cirenaica.
En 1275, acometió la invasión del Reino de Cilicia, cuyas principales ciudades saqueó, aunque no alcanzó la capital. En 1277 penetró en el este de Anatolia y derrotó a los mongoles en la batalla de Albistán el 16 de abril de 1277. Aunque logró apoderarse de Kayseri (Cesarea), la capital de los selyúcidas vasallos de los mongoles del Ilkanato, la falta de apoyo de los selyúcidas y la imposibilidad de unir sus fuerzas a las de los turcos qaramanlíes, que se habían rebelado contra los mongoles, le obligaron a retirarse al sur. En junio se hallaba ya en Antioquía, y no pudo impedir que los mongoles marchasen contra Kayseri y la arrasasen como castigo a la buena acogida que había dispensado a Baibars.
Mantuvo una alianza informal con Berke kan, jefe de la Horda de Oro convertido al islam, cuyo principal beneficio para el sultán fue el reforzamiento de su ejército con contingentes de caballería turca y mongola que entraron a su servicio en 1262-1264 y 1266-1267 por orden del kan. El interés común del kan y del sultán era la lucha contra Hulagu, el invasor de Siria en 1259 y fundador del Ilkanato en Persia, además de la fe islámica que compartían. Establecieron también lazos comerciales: los territorios del kan suministraron madera, pieles y esclavos al sultán desde mediados de la década de 1260, con mediación de los mercaderes genoveses, que se establecieron en Caffa. Para hostigar a los mongoles del Ilkanato y a los armenios de Cilicia, Baibars sostuvo a uno de los pretendientes al trono selyúcida en Anatolia y pactó con Karamán, un caudillo turcomano asentado al sureste de Iconio.

## Muerte
Falleció en Damasco el 20 de junio de 1277, cuando preparaba nuevas incursiones en Anatolia. Como cayó enfermo poco después de consumir kumis —leche de yegua fermentada— durante un partido de polo, se rumoreó que había sido envenenado. Para entonces, los Estados cruzados habían quedado reducidos a un rosario de plazas costeras que no suponían ya amenaza alguna para los territorios musulmanes y que habían perdido las principales fortalezas que los protegían. Si al principio de su reinado los cruzados dominaban la costa levantina entre Gaza y Cilicia y contaban con imponentes fortalezas en el interior para proteger el territorio, cuando falleció el sultán apenas se sostenían en Acre, Tiro, Sidón, Trípoli, Gibelet, Tortosa y Latakia y en las fortalezas de Marqab y Atlit. Resultó el mayor azote de los cruzados desde los tiempos de Saladino y selló su eliminación del Levante.
Para asegurar la sucesión, su cadáver fue trasladado en litera a El Cairo y solo se anunció que el sultán se hallaba enfermo, no que había fallecido. Solamente cuando el ejército había vuelto a tomar posesión de la ciudadela de la capital se proclamó su muerte. Le sucedió en el trono del sultanato su hijo y heredero, al-Said Barakah.

## Legado
Baibars fue un dirigente popular del mundo musulmán que derrotó a los cruzados en tres cruzadas distintas. Para dar soporte a sus campañas militares, Baibars requisó arsenales, barcos de guerra y de carga. Sus campañas militares se extendieron a Libia y Nubia.
También fue un eficiente administrador que se interesó por varios proyectos en infraestructuras, como un sistema de mensajería con caballos de posta capaz de hacer llegar un mensaje desde El Cairo hasta Damasco.
Al-Madrassa al-Zahiriyya es la escuela construida junto a su mausoleo en Damasco. La Biblioteca de Az-Zahiriyah tiene un tesoro en forma de manuscritos en varias ramas de conocimiento.

## Aspecto y temperamento
Baibars era enormemente alto y apenas pestañeaba. Moreno y de ojos azules, tenía una catarata en el ojo derecho. Lleno de vitalidad, fue un gobernante marcial, inmisericorde con cualquier oposición y en ocasiones brutal, pero no sádico, como algunos de sus sucesores. Habilísimo estadista, se le considera también falto de honor, escrúpulos y misericordia. Al haberse adueñado del poder mediante intrigas, vivía en continua tensión, que le hacía dormir mal y tener continuos problemas estomacales. Desconfiado, implantó un extenso servicio de espionaje para desbaratar cualquier conjura y era dado a las inspecciones sorpresa y a recorrer disfrazado las calles de la capital para averiguar lo que de él se decía.
Sanguinario e inculto, permitió, sin embargo, un renacimiento cultural y artístico en sus territorios, principalmente de Egipto. Durante su reinado se realizaron numerosas obras públicas, se repararon puentes y caminos y se recuperó el servicio de correo, tanto a caballo como por paloma mensajera. La capital recibía correo de todos los rincones del imperio dos veces a la semana. Se repararon las defensas de distintas plazas, como Rosetta y Damieta en Egipto y Damasco y Bosra en Siria. Baibars reconstruyó también la Armada, abandonada desde los tiempos del sultán al-Salih. brindó apoyo a la investigación médica de su médico Ibn Nafis. Como testimonio de una relación especial entre el Islam y los gatos, Baibars dejó un jardín de gatos en El Cairo como un Waqf, proporcionando alimento y refugio a los gatos de El Cairo.

## Logros
Como el primer gran sultán de la dinastía mameluca de los bahríes, Baibars impuso el ascenso a la cúspide del poder de la sociedad mameluca.
Tomó finalmente el poder matando al sultán Qutuz para vengar la muerte de su amigo, pero antes de que se hiciera sultán había sido comandante de las fuerzas mamelucas en la más importante batalla de su época, repeliendo a una considerable fuerza mongola en la legendaria batalla de Ain Jalut (1260).
Su reino marcó el inicio del dominio mameluco en el Mediterráneo oriental y solidificó su estructura militar. Escogió el estilo de guerra de Saladino como su ideal, y logró eliminar la presencia de los cruzados en Siria, uniendo Egipto y Siria en un poderoso Estado que fue capaz de sobrevivir a las amenazas de los cruzados y de los mongoles.
Pese a que fue considerado un héroe durante centurias por Egipto y Siria y que ha conservado ese estatus hasta el día de hoy, el sultán Baibars tiene una oscura reputación en el mundo cristiano por ser el causante de la expulsión y masacre definitiva de la cultura cristiana en Oriente.

### Relatos de Baibars
Baibars tiene una faceta legendaria dentro del mundo árabe.
Es recordado como un héroe tanto en el Levante mediterráneo como en Egipto.
Sus memorias fueron escritas y recogidas en Sirat al-Sultan Baibars (Vida del sultán Baibars), un popular romance arábigo recordando sus batallas y logros.
Es el protagonista de uno de sus principales ciclos narrativos. Los Relatos de Baibars tienen un tono épico y picaresco. En este relato, Baibars era el heredero desposeído de un lejano reino de Asia Central, convertido en un vagabundo famélico y esclavo maltratado, que es adoptado por una rica dama de Damasco y es protegido por el cuñado de ésta, el visir Naim El Din, quien le lleva a El Cairo para presentarlo al rey. Baibars es de naturaleza caballeresca, de una vasta cultura, ingenuo, de moralidad intachable y piadoso, pero se junta con malas compañías, lo que da pie a todo tipo de aventuras. Acabará siendo el sucesor del rey.
La atención y la afluencia de público que atraía el narrador de estos relatos hacía que pudiera percibir hasta la mitad de la recaudación del café que le contrataba. Aunque eran relatos de tipo oral, existen numerosas versiones escritas de Baibars, recogidas principalmente en Alepo, Damasco y El Cairo.
La versión de Alepo tiene casi 36.000 páginas y es una de las más importantes.